# La Dernière Innocence
La Dernière Innocence est un roman de Célia Bertin publié en 1953 aux éditions Corrêa et ayant reçu le prix Renaudot la même année.

## Éditions
- La Dernière Innocence, éditions Corrêa, 1953.